# 拉博特尼奇基足球俱樂部
拉博特尼奇基足球俱樂部是北馬其頓的一家足球俱樂部，主場位於该国首都斯科普里的菲利普二世體育場。目前參加馬其頓甲組足球聯賽的賽事。

## 外部連結
- Official Website （页面存档备份，存于） （馬其頓文）
- Club Info at Macedonian Football （页面存档备份，存于） （英文）
- Football Federation of Macedonia （页面存档备份，存于） （馬其頓文）
- Rabotnički on Facebook （页面存档备份，存于）